# Spanskrör
Spanskrör (även spanskt rör) är en typ av promenadkäpp tillverkad av rottingpalm.
Spanskrör är också en synonym för ordet rotting, ibland (kanske genom missförstånd) även för bambu.
| ”                                       | Han lämnade källaren och gick uppför kyrkgränd. Han flyttade sig steg för steg, tungt stödd mot käppen, som var av svarvad en, polerad till spanskrör, med försilvrad blykula till handtag och med skarpbroddad doppsko. | „ |
| – Knutsmässo marknad av Hjalmar Bergman | |   |

| ”            | I verkstaden för tillverkning af ballonkorgar och nät. Korgarna tillverkas af spanskrör eller vidjor; bottnen och sidorna äro ej i särskilda delar, utan gå i hvarandra. | „ |
| – Hvar 8 dag | |   |